# Partecosta nassoides
Partecosta nassoides é uma espécie de gastrópode do gênero Partecosta, pertencente a família Terebridae.